# Qual o Comprimento da Costa da Inglaterra? Autossimilaridade Estatística e Dimensão Fracionária
"Qual o Comprimento da Costa da Inglaterra? Auto-Similaridade Estatística e Dimensão Fracionária" é o título de um artigo escrito pelo matemático Benoit Mandelbrot e publicado na Science, em 1967. Nesse artigo Mandelbrot discute curvas auto-similares que possuem dimensão de Hausdorff entre compreendida 1 e 2. Essas curvas são exemplos de fractais, muito embora Mandelbrot não utilize esse termo no artigo; na verdade, Mandelbrot cunhou esse termo apenas em 1975. É um dos primeiros artigos publicados por Mandelbrot a respeito dos fractais.

## Descrição
O artigo examina o paradoxo da linha costeira: o comprimento de uma linha costeira depende da escala de medição. Evidências empíricas sugerem que quanto menor a unidade de medida, {\displaystyle \varepsilon }, maior se torna o valor do comprimento medido {\displaystyle L(\varepsilon )}. Para uma unidade padrão {\displaystyle \varepsilon _{1}} obtém-se um comprimento {\displaystyle L(\varepsilon _{1})=N_{1}\varepsilon _{1}}, mas uma unidade padrão menor {\displaystyle \varepsilon _{2}} fornece um novo valor que é menor: {\displaystyle L(\varepsilon _{2})=N_{2}\varepsilon _{2}<L(\varepsilon _{1})}.